# Bergfana
Bergfana var ett torp/banvaktarboställe under Fågelsta i Salems socken i Stockholms län.
Torpet var ett nybygge som uppfördes i slutet av 1840-talet. Den förste som bodde i nybygget var stattorparen, och f.d. soldaten, Eric Ode med sin familj. Familjen flyttade in i november 1848.
1860 invigdes järnvägen Stockholm Södra – Saltskog (med sidobana till Södertälje). Bergfana blev en av fyra banvaktarstugor i Salem. Redan innan (1858) hade stattorparen i Bergfana och hans familj, flyttat vidare till ett annat nybygge på Fågelstas ägor: Garnudden.
1859 sålde Bergfanas ägare N. G. Stråhle på Fågelsta, torpet med tillhörande mark till Statens järnvägar. Statens järnvägar ska ha uppfört en ny banvaktarstuga på platsen, samtidigt som den gamla torpstugan stod kvar på tomten.
1861 flyttade Frans Joseph Björklund in som den första banmästaren in i banvaktarbostället Bergfanan. Bostället fick löpnummer 120. Bergfanas banmästare hade som uppgift att bevaka sträckan från Långmossen norrut till Dånängen söderut. En av de sista banmästarna var Hilding Hafström. Förutom arbetet vid järnvägen, hade familjen trädgårdsodlingar med växthus norr om järnvägen. Söder om järnvägen hade man uppfödning av rapphöns och ankor. Hafströms skal ha varit först i Sverige med att föda upp svenskhare.
I en bebyggelseinventering från 1972 beskrivs Bergfanan som ett rödfärgat envånings trähus med röda knutar. Fönstren hade vit omramning. Även vindskivorna var vita. Huset var lätt med liggande liggande panel, förutom övre delen av gavlarna där väggarna var klädd med stående locklistpanel.
Byggnaderna vid Bergfana, både torp och banvaktarstuga, revs på 1970-talet.